# Curatela
La curatela és la institució que es designa més sovint per a la persona declarada parcialment incapaç. Té com a funció assistir-la o complementar-ne la capacitat en la realització d'aquells actes jurídics patrimonials que suposin l'assumpció d'obligacions per part d'aquella persona, de garantir-ne els que impliquin renúncia o no-adquisició de drets i d'aquells altres que no pugui dur a terme vàlidament per haver-ho establert així la sentència d'incapacitació.